# Parafia św. Barbary w Turku
Parafia św. Barbary w Turku – rzymskokatolicka parafia należąca do diecezji włocławskiej (dekanat turecki), położona w środkowej części powiatu tureckiego.
Swoim zasięgiem obejmuje część miasta oraz kilka miejscowości gminy Turek.
Autorem projektu kościoła i zaplecza duszpasterskiego jest architekt Marian Fikus.

## Grupy parafialne
- Odnowa w Duchu Świętym
- Koła Żywej Róży
- Kościół Domowy – gałąź rodzinna Ruchu „Światło-Życie”
- schola parafialna
- Liturgiczna Służba Ołtarza